# Giorgio Micheletti
Giorgio Micheletti (Pisa, 4 giugno 1956) è un giornalista, conduttore televisivo e telecronista sportivo italiano.

## Biografia
Cominciò a lavorare nel 1976 presso Telemontepenice come telecronista di basket. Dopo aver collaborato con i quotidiani Corriere della Sera, Il Giorno e l'emittente radiofonica Radio Pavia, nel 1987 passò a Telelombardia in qualità di conduttore dei programmi Diretta Basket (fino al 1989) e Qui Studio a Voi Stadio (ospitando tra l'altro Giuseppe Bergomi, Paola Ferrari, Monica Vanali, Carlo Pellegatti, Evaristo Beccalossi, Mauro Bellugi, Giovanni Lodetti, Pietro Anastasi, Romeo Benetti, Giovanni Guardalà, Andrea Cocchi, Simone Malagutti, Massimo Brambati).
Nel 1999 passò a Italia 7 Gold, dove ideò il programma Diretta Stadio...ed è subito goal con il collega Omar Nobili e con la partecipazione del giornalista David Messina, conducendo le edizioni nel periodo 1999-2005. Per lo stesso circuito dal 2002 al 2004 condusse, insieme a Maurizio Trezzi, il programma Diretta Basket...ed è subito canestro, dedicato al campionato di serie A1 di basket.
Nella stagione 2004-2005, partecipò a Il processo di Biscardi, trasmesso da LA7, nel quale gli venne affidato lo spazio relativo al mercato. Nella stagione 2005-2006 condusse Tacalabala su Odeon TV e collaborò con il settore digitale terrestre di LA7 in qualità di telecronista e conduttore. Dal gennaio 2005 al luglio 2007 fu direttore responsabile dell'emittente radiofonica MilanInter FM. Dal 2006 è conduttore su rossoalice.it e responsabile comunicazione del Pisa, incarico che mantiene fino alla permanenza del club in Serie B nel 2009. Dal 17 ottobre 2007 fino alla fine dell'anno, tornò a condurre Diretta Stadio...ed è subito goal su 7 Gold.
Dalla stagione 2008-2009 fino a ottobre 2018 ha condotto il programma sportivo Platinum calcio, in onda su Italia 7 Toscana (nel corso degli anni ha avuto come ospiti Xavier Jacobelli, Giancarlo Padovan, Luca Calamai, Fabrizio Ferrari, Mario Tenerani, Francesco Graziani, Roberto Galbiati, Lorenzo Amoruso, Franco Ligas, Luca Tognozzi, Ubaldo Scanagatta, Raffaello Paloscia, Michel Isler, Enzo Bucchioni, Roberto Bernabai e Maurizio Bolognesi). È anche opinionista a Radio Milan Inter, protagonista delle trasmissioni Big Match e Parola a Micheletti. Dal 29 gennaio 2018, è opinionista della neonata emittente radiofonica RMC Sport Network, fino alla chiusura il 31 maggio 2019.
Il 28 dicembre 2021 tramite il suo sito personale ha dichiarato di voler concludere la sua carriera ed andare in pensione.